# Yushania punctulata
Yushania punctulata är en gräsart som beskrevs av Tong Pei Yi. Yushania punctulata ingår i släktet yushanior, och familjen gräs. Inga underarter finns listade i Catalogue of Life.